# Theretra monteironis
Theretra monteironis là một loài bướm đêm thuộc họ Sphingidae. Loài này có ở dry habitas from KwaZulu-Natal tới miền đông Kenya.
Chiều dài cánh trước là 20–23 mm. Nó rất giống với Theretra perkeo, nhưng màu nền thì nâu nhạt với vết hồng.